# Gihadisme

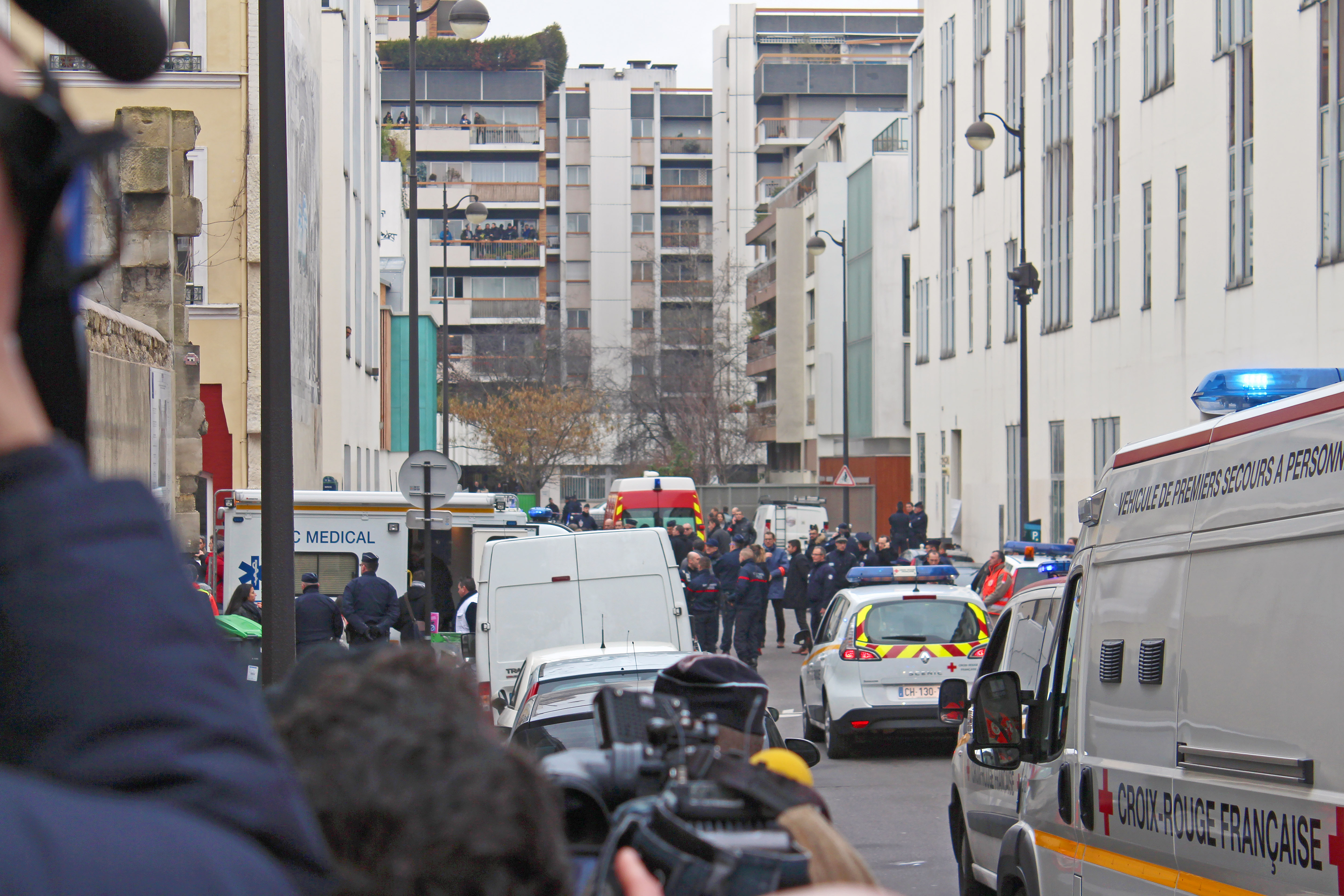
Un carrer de París instants després de l'atemptat contra el setmanari satíric francès Charlie Hebdo el 7 de gener de 2015. L'atac va ser reivindicat per la xarxa gihadista global Al-Qaida com a resposta a la provocació contra l'islam que segons el grup la revista va cometre en publicar unes caricatures del Profeta Mahoma.

El gihadisme —pronunciat amb h aspirada— és un neologisme occidental utilitzat per denominar a les branques més violentes i radicals dins de l'islamisme polític, estant caracteritzades per la freqüent i brutal utilització del terrorisme, en nom d'una suposada gihad, en la qual els seus seguidors criden a una «guerra santa» en el nom de Déu. El gihad com a concepte bàsic de l'islam és una qüestió debatuda. Hi ha dos tipus de gihad: el gihad exterior, d'inspiració violenta, en el qual s'intenten legitimar els gihadistes, i el gihad interior, d'interpretació espiritual, que representa l'esforç que tot creient ha de realitzar per ser un millor musulmà, un millor pare o mare, un millor espòs o persona.

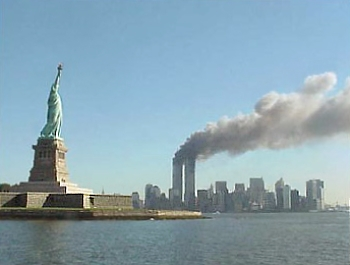
Les torres bessones pertanyents al World Trade Center a Nova York cremant en flames l'11 de setembre de 2001. Els atemptats contra aquests edificis constitueixen el major atac terrorista comès en la història dels Estats Units i van provocar que el govern de George W. Bush llancés una intensa ofensiva global contra el terrorisme gihadista.

També existeixen altres accepcions com a terrorisme islàmic o terrorisme islamista, utilitzades freqüentment en els mitjans de comunicació occidentals a partir dels atemptats de l'11 de setembre de 2001, si bé la seva utilització és criticada per la seva vinculació per associar la religió de l'islam amb el terrorisme. Sent preferencial l'ús per teòrics, estudiosos i polítics, del terme terrorisme gihadista en detriment d'altres denominacions, que al seu judici són àmpliament contraproduents en reforçar el punt de vista dels gihadistes i els seus seguidors, els qui sostenen que les societats occidentals són hostils a l'islam per naturalesa.
Ideològicament, el gihadisme com a doctrina política és un ideari teocràtic totalitari de tall antilliberal i antidemocràtic, que segons els seus crítics, menysprea sistemàticament la vida humana.

## Etimologia
El terme original gihad o jihad és un arabisme procedent de la seva forma original àrab (جهاد, jihād), que literalment significa ‘esforç’. Del vocable, recollit al Diccionari de l'Institut d'Estudis Catalans, es genera l'adjectiu gihadista, equivalent a l'adjectiu àrab جهادي, jihādī. L'ús d'aquests vocables pot remuntar-se a la dècada dels anys 1920 i l'abstracció gihadisme a partir dels anys 1980, però aquests termes no es van usar amb freqüència en els mitjans de comunicació fins als atepmtats de l'11 de setembre de 2001. El terme moviment gihadista i les seves alternatives (moviment del gihad, etc.) daten del mateix període, i s'han fet servir des de 1970.

## Els objectius politicoreligiosos
El gihadisme com a derivació del salafisme és un fenomen heterogeni on coexisteixen diverses interpretacions sobre com tornar als orígens de l'islam. Els principis de totes aquestes doctrines consisteixen a restaurar la grandesa de l'islam, reislamitzar a les societats musulmanes des de la més estricta ortodòxia, i l'aspiració de crear estructures polítiques que vetllin i promoguin la realització d'aquests principis. L'àmbit d'actuació pot ser únicament regional, però totes les línies coincideixen en el desig d'aconseguir la unió de tots els musulmans, i la voluntat d'estendre l'islam per tot el planeta.
La prioritat de cada objectiu, els mètodes a utilitzar per aconseguir-los, depenen de les característiques històriques i polítiques de cada regió. Solent definir això les diferències entre uns grups i uns altres.
Els seus objectius solen ser graduals i a mitjà termini passen per enderrocar als governs liderats per musulmans moderats que ells consideren apòstates, impius i corruptes, per ser tebis i hipòcrites i ser aliats d'Occident. Són la majoria dels països musulmans inclosa Aràbia Saudita, país que en nombroses ocasions ha estat posat en el punt de mira dels gihadistes amb la finalitat d'enderrocar a la monarquia. Amb això busquen consolidar estats afins des d'on iniciar la seva expansió, amb pretensions de recuperar els territoris islàmics il·legítimament usurpats, i de crear un califat islàmic a escala mundial.
Si bé durant els últims temps s'han anat consolidant les doctrines més radicals, amb pretensions en la gihad global, que tenen per prioritat necessària i ineludible combatre contra Occident fins a la mort. Aquesta teoria està emfatitzada en la declaració d'una gihad sense treva contra Occident, en lloc de tractar d'estendre l'islam a tothom, inclosos els infidels i les gents del Llibre, per mitjà de la predicació i el proselitisme. Per als teòrics de l'islamisme radical és inacceptable convidar els responsables de la nova era d'ignorància religiosa a formar part de l'islam. Segons ells, l'única manera de rehabilitar als occidentals és assassinar-los en nombre suficient perquè la seva conversió i submissió sigui veritable i humil.

### Tàctiques i mètodes
Els mètodes utilitzats per aconseguir les seves finalitats són molt variats, sent els més destacables els atemptats terroristes perpetrats en territori occidental amb els quals busquen un gran impacte mediàtic. Per aquesta raó solen produir-se freqüentment de matinada o a primera hora del matí perquè tinguin la màxima repercussió en els mitjans de comunicació al llarg del dia. Pretenent sempre crear una sensació d'enorme terror amb la qual forçar o fer xantatge a l'opinió i voluntat dels governs i societats hostils a les seves doctrines.

Bandera de la Gihad amb la xahada (الشهادة) o professió de fe islàmica, és la declaració de fe en un únic Déu (Allah en àrab) i la profecia de Mahoma. No hi ha més déu que Déu i Mahoma és el seu profeta.

Una de les tàctiques habituals entre els gihadistes és l'atemptat suïcida. Aquesta tàctica es fa servir normalment contra civils, soldats i funcionaris governamentals dels règims que superen en poder als gihadistes i s'oposen a les seves exigències. La tàctica del terrorisme suïcida és vista per molts musulmans com a contradictòria amb els ensenyaments de l'islam, no obstant això, els grups que donen suport al seu ús sovint es refereixen a aquests atacs com a operacions de martiri. Els immolats i els seus simpatitzants sovint creuen que els atacants suïcides, com a màrtirs de la causa del gihad, rebran la recompensa d'anar al Janna (paradís).
Els segrestos de grans grups d'ostatges, en llocs públics, com a Beslan o en grans vehicles de passatgers, principalment avions també són utilitzats. Juntament amb els segrestos en massa, els terroristes gihadistes han fet un ús extensiu de la publicitat dels segrestos individuals finalitzats amb execucions extremadament sagnants, normalment decapitacions dels segrestats amb un ganivet, que sovint són acompanyades amb crits d'Al·lahu àkbar, «Déu és el més gran.» Aquest tipus de tàctica s'ha utilitzat notablement durant la Segona guerra de Txetxènia i la Invasió de l'Iraq de 2003.
Exemples de víctimes d'aquesta tàctica terrorista van ser en 2002, Daniel Pearl al Pakistan, en 2004 els nord-americans Nick Berg, Eugene Armstrong i Jack Hensley a l'Iraq, Paul Johnson a l'Aràbia Saudita, el ciutadà britànic Ken Bigley a l'Iraq, Kim Sun-il, un ostatge coreà també decapitat a l'Iraq, i un ciutadà japonès segrestat i assassinat a l'Iraq, Shosei Koda.

#### Proselitisme del radicalisme
Les seves actuacions i mètodes no violents, tenen com a objectiu augmentar el nombre de simpatitzants mitjançant el proselitisme. Actuant dins del camp ideològic promovent partits polítics o organitzacions per al desenvolupament de caràcter islàmic. Segons Tohan Gunatna més de la cinquena part de les ONGs islàmiques poden estar dominades pel gihadisme, un mitjà ideal per recol·lectar diners mitjançant l'almoina obligatòria, el Zakat, i amb el blanqueig de diners. Així mateix fomentarien la predicació per mitjà de mesquites i madrasses radicals per augmentar el nombre de seguidors.
Aquesta estratègia està plenament connectada amb la violència terrorista que ells consideren i defineixen com una Gihad legítima, teològica i legalment fonamentada. Tots els teòrics més importants de l'islamisme radical s'han dedicat a ensenyar l'odi, la violència, i a justificar qualsevol crim que pogués cometre's en el nom de l'islam.
Els teòlegs islamistes radicals inciten als seus seguidors a odiar a tots els que no se sotmetin, especialment als musulmans moderats, als seus governs apòstates i molt especialment els governs occidentals, el seu objectiu principal. Argumenten amb freqüència que els ciutadans israelians i els jueus són els seus objectius. No només Israel és l'objecte del seu odi, també ho són els Estats Units, Rússia, i Europa.

La seva consolidació i expansió ideològica s'ha desenvolupat mitjançant un heterogeni sistema propagandístic. D'una banda les mesquites, centres culturals i madrasses radicals, però també les pàgines d'Internet, les publicacions, les revistes i els periòdics, els sermons de les figures més importants del gihadisme, moltes ja desaparegudes, els programes de televisió per satèl·lit, i els ensenyaments dels imams radicals en algunes de les universitats islàmiques de major prestigi especialment la Universitat d'Al-Azhar en El Caire.
| « |  | » |
| — Éste no es un hecho criminal aislado: es una ideología maléfica y extrema cuyas raíces se encuentran en una pervertida y venenosa manipulación del Islam., Tony Blair en su discurso tras los atentados del 7 de julio de 2005. |  |   |

Existeixen molts ideòlegs radicals que mitjançant una aparent moderació fan proselitisme del gihadisme, difonent el seu missatge. Un dels ideòlegs islamistes radicals més destacats i controvertits per la seva aparent moderació és Tariq Ramadan. Com gairebé tot islamista, Ramadan ha afirmat que no hi havia cap prova concloent que Osama Bin Laden estigués darrere dels atacs de l'11 de setembre de 2001, i es refereix públicament als atemptats de l'11 de setembre de 2001, i als atemptats de Bali i de Madrid, com intervencions, minimitzant-les fins a un punt que frega l'aprovació

Durant els darrers anys, perquè molts critiquen l'excessiva permissivitat europea, certs líders de la ultradreta xenòfoba, i alguns radicals islamistes han fet d'algunes ciutats europees el seu centre de propaganda i extensió del fanatisme. Alguns exemples:
| « | Viure en pau fins que siguem prou forts per llançar la Jihad i portar tot el Regne Unit a l'islam | » |

| «                           | Utilizaremos vuestra democracia para destruir vuestra democracia. | » |
| — Omar Bin Bakri en Londres |                                                                   |   |

Davant d'aquestes declaracions alguns experts com Gustavo de Arístegui, afirmen que existeix «una total indolència d'un sector polític occidental que no és conscient o no vol adonar-se del que està passant».
Durant els darrers anys per tot Europa s'han desenvolupat petits moviments i xarxes socials islamòfobes amb una tendència creixent, àmpliament difosos i coordinats mitjançant blogs, alguns afirmen que es tracta només d'una reacció davant del terrorisme gihadista. També alguns partits polítics minoritaris, solen denunciar els mals de l'islamisme, un exemple és Geert Wilders, un parlamentari holandès que va ser el productor d'una pel·lícula crítica amb l'islam o d'Ayaan Hirsi Ali, una refugiada política d'origen somali i exparlamentaria holandesa.

#### Islamització de territoris
La islamització de l'Índia, Europa o altres territoris, són els objectius que s'han fixat els islamistes radicals. Consideren que existeix un buit espiritual que només l'islam pot omplir. És en aparença una idea inviable i irrealitzable. No obstant això, s'ha de tenir en compte l'expansió de la població islàmica a Europa i a l'Índia. Actualment hi ha més de 30 milions de musulmans a Europa; en països com França formen al voltant del 10% de la població. S'estima que en uns pocs anys la xifra podria arribar a 50 milions. A causa del gran nombre d'immigrants entrants, juntament amb l'alta taxa de natalitat, a Índia la població musulmana també experimenta un creixement des de la seva independència en 1947, arribant actualment a superar el 13% el que representa uns 140 milions de persones. No obstant això, la ideologia del radicalisme islàmic persisteix insistentment en la seva introducció gradual en espais d'influència, en la societat i en la política.

## Organitzacions
Vegeu també: Organitzacions gihadistes
Al-Qaeda és l'organització gihadista més coneguda i més important. Es creu que són els responsables dels atemptats de l'11 de setembre de 2001, així com dels atemptats perpetrats contra les ambaixades nord-americanes de Nairobi a Kenya i de Dar-es-Salam a Tanzània i de molts altres.
Al-Qaeda s'ha consolidat com l'aglutinadora, homegeneïtzadora i unificadora del gihadisme, abans fragmentat i dividit. Un procés que ha anat consolidant-se des de mitjans de la dècada dels 90 pel lideratge d'Osama bin Laden, qui ha patrocinat i finançat el gihadisme en nombroses zones, ampliant les seves influències, i exercint una certa autoritat feudal sobre la resta d'organitzacions. És per això que juntament amb els seus assoliments, Al-Qaeda s'ha consolidat com un símbol, com un referent, o com una espècie de guardià de les doctrines més violentes. Al-Qaeda també disposa de nombrosos grups terroristes associats o creats en molts indrets, per motius estratègics, polítics o regionals, amb la finalitat d'utilitzar els diversos conflictes oberts, ja sigui perquè l'element nacionalista és essencial en el conflicte, o per la falta d'un grup suficientment radical i subordinat a la pròpia Al-Qaeda. El GIA en el Magreb, o el grup d'Abu Sayaf a les Filipines, són clars exemples d'aquestes suborganitzacions lligades a Al-Qaeda, qui les coordina, supervisa, i ensinistra. També participen en els seus sistemes de finançament, i reben en la majoria dels casos finançament per part d'Al-Qaeda.
També existeixen nombroses organitzacions gihadistes independents, que en la seva majoria són més antigues que la pròpia Al-Qaeda. La gran majoria d'aquestes organitzacions gihadistes a proposta d'Al-Qaeda van segellar un pacte estratègic el 23 de febrer de 1998, que van titular com una "declaració de guerra contra els jueus i els croats", emetent una declaració conjunta en la qual mitjançant una fàtua s'autoritzen els atacs contra objectius civils. Aquesta xarxa d'organitzacions terroristes inclou membres com la Gihad Islàmica de Palestina, la Gama Islàmica egípcia, i algunes organitzacions il·legals i terroristes pakistaneses, indonèsies com la Yama Islamiya i moltes més. La seva relació s'estableix en la inspiració i en la simbiosi, compartint la ideologia, el modus operandi, i fins i tot els subministradors d'armes i explosius, així com l'ensinistrament. Se sospita que estan intentant reclutar a nous socis, entre els quals cal destacar a l'Hamàs de Palestina, encara que no se sap amb certesa si Al-Qaida ha aconseguit el seu propòsit d'integrar a l'organització palestina. Fins i tot s'especula amb les possibles connexions amb l'islamisme xiïta. Finalment existeix una xarxa d'imitadors, inspirats, o il·luminats pel fanatisme i el terrorisme d'Al-Qaida. La major part d'ells són llops solitaris sense relació amb cap organització terrorista.
La majoria dels seus membres són homes joves, insegurs i frustrats que entren en contacte amb l'islamisme radical. Reclutament per Internet. El fonamentalisme els atorga una sensació de pertinença i protecció i sobretot una causa noble per la qual lluitar i morir. Els combatents gihadistes es denominen a si mateixos generalment amb el nom muyahidín. El nom no és actual, ja eren coneguts d'aquesta manera els assassins nizarites que operaven a Orient Mitjà en temps medievals. En èpoques modernes, s'han autodenominat així els guerrillers algerians contra la colonització francesa, els guerrillers afganesos contra l'ocupació soviètica, una part dels combatents contra la colonització jueva de Palestina i després aquells que atemptaven contra l'Estat d'Israel, encara que en aquest cas ha estat més estès el terme fedayín, que manca de connotacions religioses.

### Història de les organitzacions gihadistes
Existeixen tres períodes diferenciats en la història del gihadisme:

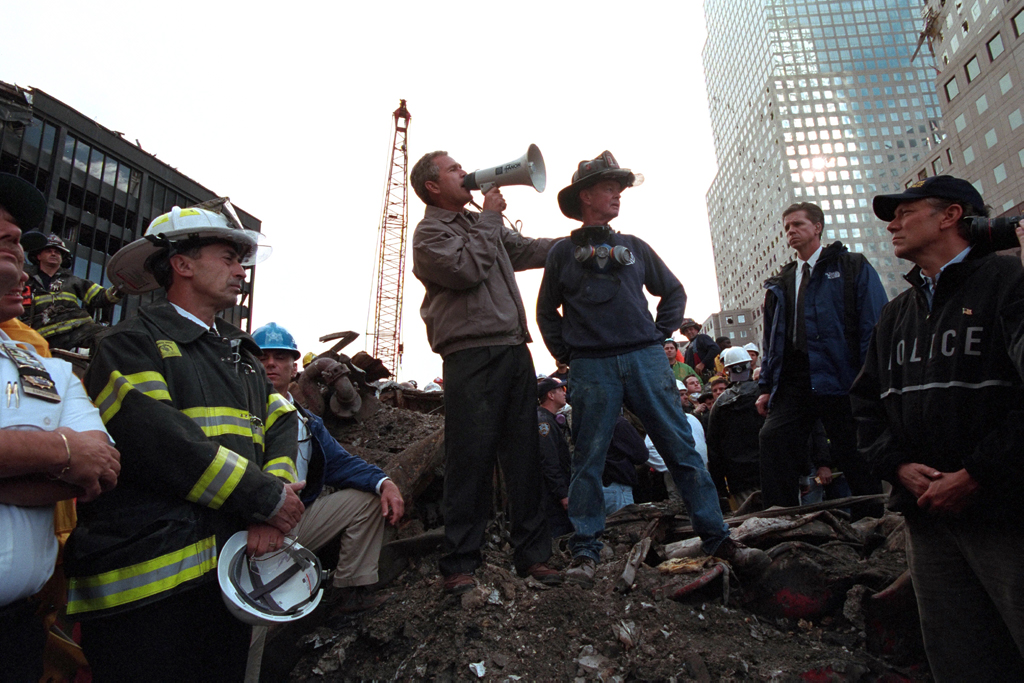
George W. Bush donant un discurs enfront dels bombers i policies de Nova York en les restes del World Trade Center, 14 de setembre 2001.

- El primer període comprèn des del naixement del fenomen fins a la dècada dels noranta. És una etapa on és característic que els grups gihadistes tinguin una agenda nacional i, en conseqüència, per situar en la capçalera de la llista d'enemics als governs dels seus països d'origen. El seu objectiu a llarg termini consistia a lluitar pel derrocament d'aquests governs (Egipte, Síria, Jordània, Aràbia Saudita, Iemen, el Marroc, Tunísia, Líbia, Algèria, etc.) i la instauració en el seu lloc d'islamistes concordes amb la doctrina salafista que professaven. Per a aquestes xarxes Europa constituïa una zona de refugi i una rereguarda estratègica des de la qual desenvolupar activitats de suport a la insurrecció armada als seus països d'origen. La major part dels grups gihadistes eren de grandària reduïda i amb minsos recursos. S''ha tractat petites xarxes vinculades als grups egipcis Al-Gamma’a a el-Islamiyya, Tanzim Yihad o Takfir Wal Hijra, a grupúsculs gihadistes procedents del Magrib o a la branca armada dels Germans Musulmans a Síria i Jordània, i a partir de la dècada dels noranta després del cop d'estat i l'inici de la dictadura algeriana al Grup Islàmic Armat i a l'Exèrcit Islàmic de Salvació.George W. Bush donant un discurs enfront dels bombers i policies de Nova York en les restes del World Trade Center, 14 de setembre 2001. Les xarxes gihadistes assentades a Europa no eren percebudes com una amenaça directa contra la seguretat dels països que les acollien, les accions comeses contra interessos i ciutadans occidentals van ser majoritàriament en el territori americà i europeu, si bé es van realitzar un nombre d'accions terroristes importants contra objectius occidentals, el més greu es va cometre contra les forces nord-americanes i franceses en el Líban en 1983 amb el resultat de 241 infants de marina nord-americanes morts i 58 soldats francesos i altres menors contra ciutadans occidentals a Egipte i Algèria. Aquests crims van ser valorats com una manera d'evitar la ingerència occidental en orient mitjà o com a mètode per perjudicar econòmicament els règims d'aquests països àrabs.[50]
- El segon període històric del gihadisme és una etapa de transició entre organitzacions nacionals i el gihad global. El gir contra l'enemic exterior, Estats Units i els seus aliats es va produir a meitat de la dècada dels 90, durant l'estada de la cúpula d'Al-Qaida a Sudan (1992-1996). Va ser llavors quan es va arribar al convenciment que la derrota d'Occident era un requisit previ al restabliment del califat al món musulmà, a causa del suport que els occidentals atorgaven als règims àrabs. Gràcies a la guerra de l'Afganistan i els llaços de companyonia que allí es van forjar es van crear relacions i vincles entre nombroses xarxes gihadistes que van començar a col·laborar entre si, i fins i tot a refondre's en nous grups, en funció dels vincles personals i dels objectius a aconseguir. Al-Qaida va iniciar l'aglutinament del radicalisme islamista en aquesta etapa, a través d'aliances entre grups i el patronatge de camps d'entrenament a Afganistan i Sudan, per on van passar milers de voluntaris de la causa gihadista. Es va arribar al convenciment que mentre els Estats Units i els seus aliats exercissin el lideratge mundial i recolzessin als règims dels països musulmans considerats apòstates, no seria possible aconseguir els objectius finals que seguien sent la tornada a les fonts originals de l'islam i la restauració del califat. Entre els seus arguments assenyalaven com el suport prestat per Washington a la monarquia saudita abans i després de la guerra del Golf de 1991, i el respatller ofert pels països europeus especialment França al cop militar algerià de començaments de 1992 i a la lluita del règim contra els islamistes en els anys següents.[51][52][53]
- La tercera etapa, s'inicia des de setembre de 2001 fins a l'actualitat. És una continuació de la segona etapa però en ella s'adverteixen amb claredat dues característiques pròpies del gihadisme després dels atemptats de Washington i Nova York. La primera és la creixent descentralització del fenomen, amb l'aparició de xarxes i cèl·lules terroristes sense vinculació amb organitzacions mare i una major agressivitat del gihadisme, en particular cap a objectius dins d'Europa. Una altra nova característica d'aquesta etapa és la involucració militar directa d'algunes democràcies liberals en el conflicte. Possiblement a conseqüència de situar-se com a primer objectiu del terrorisme gihadista.[54][55]

## Context del naixement del gihadisme
El context històric en què ha sorgit el fenomen global del gihadisme, ha estat després del final de la guerra freda. La situació mundial es va veure alterada amb un nou cicle històric que alguns van definir com “la fi de la història”, entesa com a triomf planetari de la democràcia liberal, després de l'11-S aquesta teoria va resultar seriosament qüestionada. La globalització i el procés de mundialització social, polític i cultural, han provocat que mitjançant l'acció de mercat i de la influència exercida pels nous mitjans de comunicació mundials, moltes societats s'hagin tornat permeables a les influències culturals, particularment el conservador món musulmà. La seva actual transformació en societats semimodernes, juntament amb els nous canvis socials introduïts per la influència occidental i el seu fallit intent de modernització política, això últim impedit per la proliferació d'estats autoritaris, està alterant els hàbits d'aquestes societats i ha estat percebut per molts dels seus membres com una agressió occidental, generalitzant-se la idea d'incompatibilitat de modernitat i tradició. En conclusió el gihadisme pot definir-se com una resposta radicalitzada, provocada per una reacció identitària que pretén reconstruir una comunitat mítica de valors originaris (convertir el món sencer a l'islam), rebutjant el progrés que altera les comunitats tradicionals i la religió.
A partir de l'11 de setembre de 2001 a causa de l'enorme impacte propagandístic dels atemptats als Estats Units, el missatge gihadista es va donar a conèixer en el món sencer. Al-Qaida sent una organització terrorista es va enfortir com a
moviment ideològic, que actualment inspira el comportament de milers de persones i és considerada per molts com a guia i referent. Aquest fatal esdeveniment va suposar un augment exponencial del nombre de simpatitzants i l'increment notable de membres i activitats de les organitzacions terroristes. El que ha suposat un nombre més gran d'atemptats, iniciant-se la descentralització del fenomen amb la creació de cèl·lules terroristes independents, creades gràcies al major nombre d'adeptes que facilita la reunió de fonamentalistes i el seu reclutament, en honor d'imitar les accions d'Al-Qaida.
No obstant això, s'estima que només una part de la població musulmana (la pertanyent a tendències radicals com el wahhabisme o el takfirisme) presenta algun grau d'identificació amb el gihadisme i amb el concepte del gihad en el seu sentit violent. En alguns estats autoritaris com l'Aràbia Saudita o els Emirats Àrabs Units, el suport seria d'una part majoritària de la població, si bé últimament algunes enquestes indiquen que aquesta tendència està descendint a tot el món musulmà. D'altra banda, Osama bin Laden segueix sent considerat un heroi per milions de persones associades a moviments integristes que recolzen i fins i tot realitzen la gihad, com alguns grups rebels de l'Afganistan, Síria o Iemen.

## El salafisme radical com a precursor ideològic
Els principis ideològics comuns a totes aquestes línies doctrinals consisteixen en el desig de restaurar la grandesa originària de l'islam des del punt de vista espiritual i també temporal, la voluntat de reislamitzar les societats musulmanes a partir del que ells entenen com a ortodòxia, l'aspiració que les estructures polítiques siguin també islàmiques i vetllin per la creació d'un entorn concorde als principis religiosos (una recreació per punt de la primera comunitat de creients on no existia una independència entre els àmbits polític i religiós), el desig d'aconseguir la unió de tots els musulmans, i la voluntat d'estendre l'islam per tot el planeta.
La concreció d'aquests objectius i la manera d'aconseguir-los, a més de l'origen històric particular de cadascuna dels corrents pseudosalafistes, o més aviat corrents que s'han desviat del salafisme original que clama la moderació i condemna la violència injustificada, marquen la diferència entre uns moviments i uns altres. Dins d'aquesta varietat d'interpretacions, el corrent del pseudosalafisme gihadista considera que l'ocupació de la violència és un instrument acceptable a l'hora d'aconseguir determinats objectius politicoreligiosos; objectius que varien en funció de cada grup o xarxa gihadista.

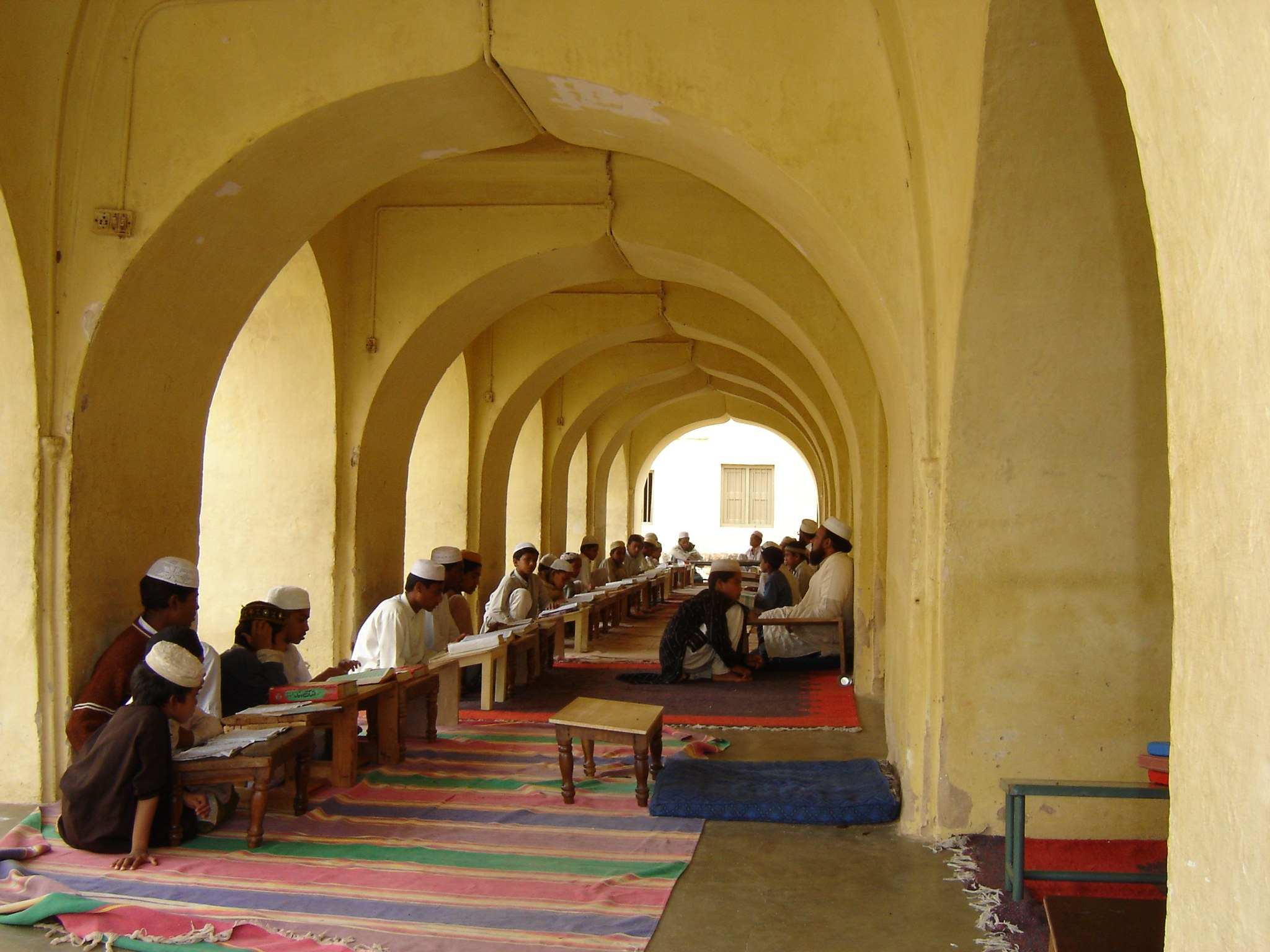
Madrassa o escola islàmica. Alguns demòcrates pakistanesos, igual que el seu expresident de Pakistan Pervez Musharraf han acusat les madrasses de ser nius de terroristes i promoure el terrorisme.

El mateix salafisme radical legitima la utilització de la violència contra els infidels, executada pels gihadistes. La seva doctrina es basa en una tornada a les pràctiques més pures de l'islam. Consideren que han d'interpretar rigorosament l'Alcorà, les escriptures que van ser dictades per Déu, a través de l'arcàngel Gabriel, a Mahoma. Per a la correcta interpretació de l'Alcorà, cal basar-se únicament en el mateix Alcorà i en la sunna. Això exclou la tradició, la pràctica popular, i qualsevol classe de raonament extern. Múltiples organitzacions terroristes excusen els seus crims en aquests hadits.
| « | Di a los infieles que si cesan de enfrentarse se les perdonará lo pasado, pero si reinciden, combatid contra ellos hasta que dejen de induciros a apostatar y se rinda todo el culto a Alá | » |

| « | Combatid contra quienes, habiendo recibido la escritura [es decir, los judíos y los cristianos] no creen en Alá ni en el último día, ni prohíben lo que Alá y su enviado han prohibido, ni practican la religión verdadera. Luchad hasta que, humillados, paguen el tributo | » |

| « | Matad o los que asocian deidades a Alá [los politeístas] dondequiera que los encontréis, capturadles, sitiadles, tendedles emboscadas por todas las artes. Si se arrepienten, rezan la oración y dan limosna, dejadles en paz, Alá es compasivo, es misericordioso. | » |

Una de les motivacions repetides contínuament pels radicals i assumides pels gihadistes és que l'Alcorà promet benaurances als qui combaten «en la senda de Déu» i especialment als qui moren en aquest combat; encara que per a molts musulmans aquesta classe d'amonestacions alcoràniques guerreres se circumscriuen al context històric de les batalles dels temps de Mahoma, uns altres veuen en elles una confirmació del correcte de l'acció violenta, i semblen tenir un paper important en l'ànim dels terroristes suïcides.
| « | Los que teman a Alá estarán, en cambio, en lugar seguro, entre jardines y fuentes, vestidos de satén y de brocado, unos enfrente de otros. Así será. Y les daremos por esposas a huríes de grandes ojos. Pedirán allí en seguridad, toda clase de frutas” (Corán 44: 51-55) | » |

El món islamista radical interpreta la llibertat com a corrupció i hedonisme; els governs islamistes radicals solen establir un ferri control sobre la població. Consideren el cinema, la televisió, o la música com a eines diabòliques que són utilitzades pels enemics de l'islam, per estendre la depravació i la degeneració en el món islàmic. Els governs islamistes radicals solen estendre prohibicions. El desembre de 1996, després de l'entrada a Kabul dels talibans, Radio Xaria va difondre 16 decrets que van marcar una nova pauta.

### Elgihadismexiïta
Si bé el gihadisme és considerat una desviació del salafisme, i una utilització política de grups sunnites, dins del xiisme ha tingut molt èxit. La revolució islàmica iraniana que va donar el poder a l'Aiatol·là Ruhollah Jomeini en 1979 va ser un exemple i un impuls pel moviment gihadista mundial. Les seves tàctiques van servir d'inspiració per a nombrosos ideòlegs sunnites, com en la guerra santa contra el règim pro-occidental del Xà de l'Iran Mohammad Reza Pahlavi, o la guerra contra l'Iraq. Abans de la revolució de 1979, la promoció de la islamització política mitjançant la violència havia estat practicada pels Fedayins de l'islam de Navvab Safaví.

### La interpretació del gihad

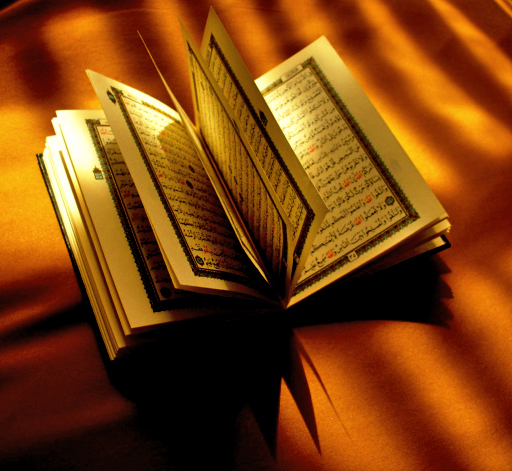
L'Alcorà, versió moderna d'Al-Azhar, 1923. La més prestigiosa universitat islàmica.

Les enciclopèdies solen definir la gihad com el combat contra infidels i apòstates en nom de Déu. La paraula gihad deriva de l'àrab jahd que significa ‘esforç’, especialment en el sentit guerrer i bèl·lic. Segons Samir Khalil, la paraula gihad es fa servir en l'Alcorà amb el sentit de la lluita per Déu o lluita pel camí de Déu, jihad fi-sabil Al·lah.
El gihad és un concepte essencial en l'islam, i en conseqüència ho és també la seva manipulació i abús per part dels radicals i islamistes, és un dels pilars fonamentals sobre els quals justifiquen els seus crims i atrocitats. Per a tot musulmà la gihad, sigui el major o el menor constitueix l'obligació més important després del compliment dels cinc pilars de l'islam: la xahada o professió de la fe, les cinc oracions diàries, el zakat o almoina, el dejuni en el sagrat mes del Ramadà i, finalment; realitzar -si els mitjans i la salut ho permeten, el hajj o peregrinació major a la Meca almenys una vegada en la vida.
Existeix certa confusió entre els estudiosos de l'islam occidentals sobre el veritable significat del gihad i les diferències que existeixen entre el gihad interior i l'exterior, moltes vegades alimentada interessadament pels radicals islamistes, que en nombroses ocasions defineixen el gihad exclusivament en el significat espiritual del terme, sent una forma deliberada d'amagar els seus propis propòsits davant de l'opinió pública: que l'accepció important de gihad és la bèl·lica.
| «               | "En el espíritu de algunos musulmanes, lo que ellos perciben como la actual decadencia de Europa, hace que este sea un momento oportuno para recuperar lo que consideran suyo. No es que todos los musulmanes crean que la conquista del mundo deba tener lugar por medio de una jihad ofensiva: probablemente la mayoría de los musulmanes del mundo no comparten ese punto de vista. Pero si, como me han dicho estudiosos de esta materia, una quinta parte del mundo islámico está profundamente influido por una ideología islamista que enseñan una jihad ofensiva, eso hace 200 millones de personas, y es mucha gente infectada por una enfermedad política que se presenta a sí misma como una convicción religiosa”. | » |
| — George Weigel | |   |

La gihad interior posseeix una accepció espiritual que representa l'esforç que tot creient ha de realitzar per ser millor musulmà, millor pare, espòs o persona. El gihad exterior és la seva accepció guerrera del gihad, l'acció bèl·lica amb un significat religiós.
Si bé la diferència entre el gihad major i el menor té la seva importància i vigència, l'accepció bèl·lica ha estat històricament més utilitzada per teòlegs i líders religiosos, i la més utilitzada en els darrers 14 segles. En els inicis de l'islam va tenir més importància el gihad interior en la seva accepció de lluita interior i moral. No obstant això, a mesura que imperava la necessitat de supervivència que implicava també l'expansió de l'islam es va posar més èmfasi en el significat bèl·lic.

La gihad en el seu concepte bèl·lic ha estat utilitzada també per legitimar les conquestes i la dominació de nous territoris, però també per justificar l'esforç guerrer, per recuperar la terra islàmica i castigar els enemics de l'islam. Justificant dins d'aquest marc doctrinal, els procediments més brutals i indiscriminats, sanguinaris i desproporcionats.
| «                                           | Un grup de beduïns combatents es va aproximar al Profeta i aquest els va dir: Heu fet bé venint a la Gihad major des de la Gihad menor. I aquests li van preguntar: Què és la Jihad major? A allò que va contestar el Profeta: Que el servent de Déu combat les seves passions. | » |
| — El Llibre de la Guerra Al Kitab al-Yihad, | |   |

## Conflictes

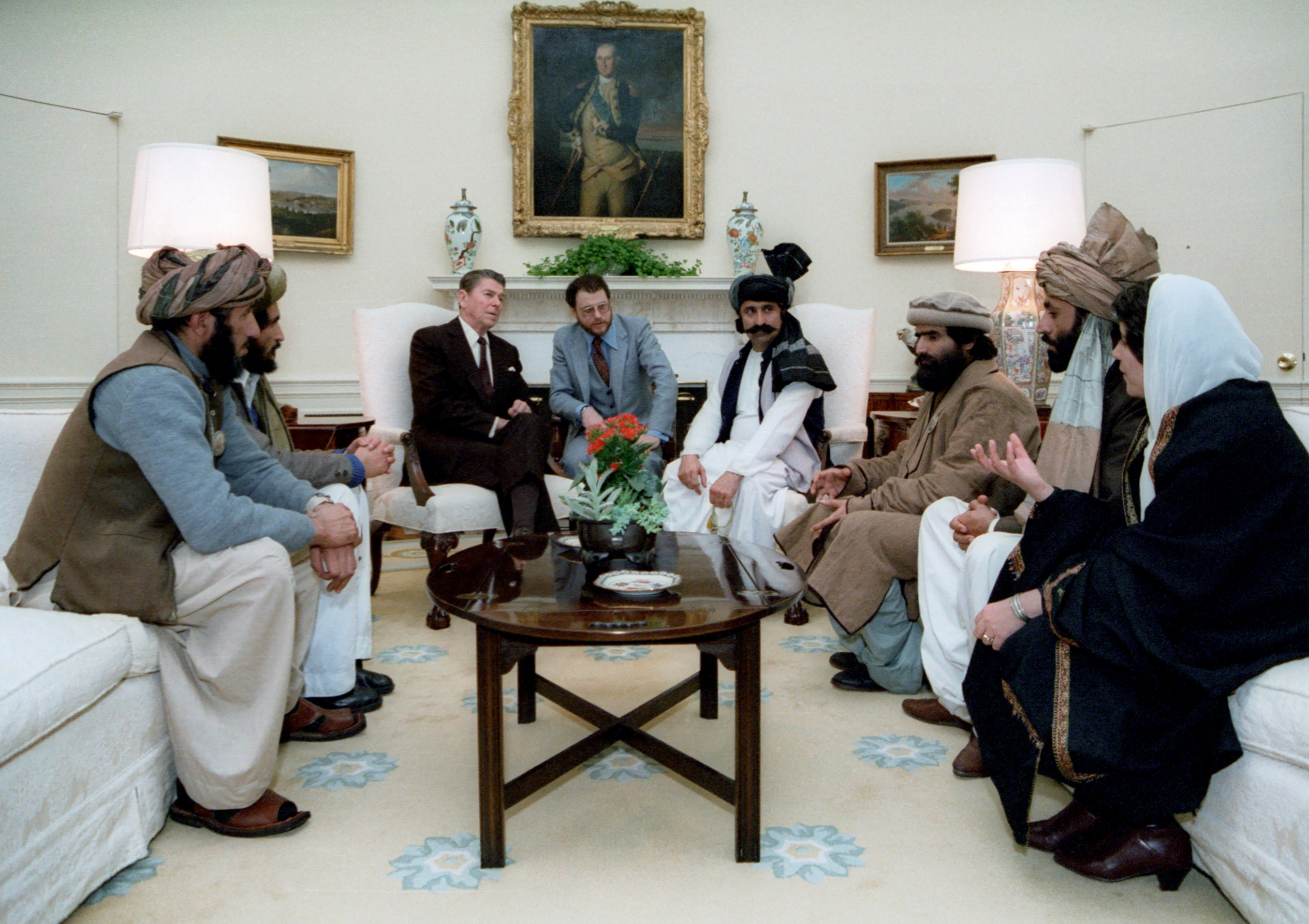
El president nord-americà Ronald Reagan reunit a la Casa Blanca amb líders muyahidines afganesos. Els Estats Units i altres països occidentals van recolzar i van finançar a grups gihadistes que lluitaven contra l'URSS i els seus països aliats en la dècada de 1980

La posició d'Occident enfront de l'islamisme radical inicialment va ser de complaença que, en alguns moments, es va tenir amb els moviments religiosos ultres conservadors, per creure alguns analistes i serveis d'intel·ligència que podien arribar a ser un eficaç element de contrapès i compensació en la seva lluita contra el Comunisme. Un cas molt destacable d'aquesta actitud va ser la invasió soviètica de l'Afganistan en 1989. En aquesta guerra sorgeix una nova facció islamista radical, els talibans amb l'objectiu d'expulsar els soviètics.

### Guerra de l'Afganistan
Els talibans van arribar al poder després de la guerra civil de l'Afganistan 1992-1996, arribant a controlar gairebé tot el territori. La Guerra de 2001 a Afganistan, denominada pel comandament nord-americà com a "Operació Llibertat Duradora", es va iniciar el 7 d'octubre de 2001 davant la negativa del règim talibà de lliurar a Osama bin Laden, responsable directe dels atemptats de l'11 de setembre. Els Estats Units i l'OTAN com a aliats van procedir a destruir les forces talibanes i ocupar el país per garantir el seu trànsit cap a la democràcia. Iniciant posteriorment les operacions per estabilitzar i reconstruir el país que el teocràtic règim talibà havia governat.

### Guerra de l'Iraq
Després de l'expulsió dels talibans del poder a l'Afganistan, i dins de l'estratègia marcada pels Estats Units, l'Iraq va començar a situar-se com un objectiu geoestratègic, per la seva situació política desfavorable per Occident i per la seva ubicació geogràfica en ple cor de l'Orient Mitjà, i amb unes grans fronteres amb la República Islàmica de l'Iran i amb el Regne de l'Aràbia Saudita. La immensa majoria de societats occidentals es van mostrar contràries davant d'una possible guerra contra l'Iraq. Malgrat el cost polític que representava, una vintena de països de tot el món es van posicionar favorablement davant d'una intervenció, liderats políticament pels Estats Units, el Regne Unit i Espanya. Va existir gran controvèrsia internacional, plasmada en el Consell de Seguretat de les Nacions Unides, on la delegació nord-americana liderada per Colin Powell va defensar la possessió d'armes químiques i biològiques per Saddam Hussein, juntament amb l'existència de laboratoris mòbils situats en camions difícilment detectables, aquesta informació va ser proporcionada per la CIA, basant-se en les afirmacions errònies de dissidents i desertors iraquians. Per la seva banda els països amb contractes per a les seves petrolieres a l'Iraq, la República Popular de la Xina, França i la Federació Russa van encapçalar el rebuig al conflicte. Als països favorables a la intervenció es van gestar grans moviments organitzats contraris a la guerra, els qui sostenien que els motius eren merament econòmics i motivats per la necessitat del control del petroli.

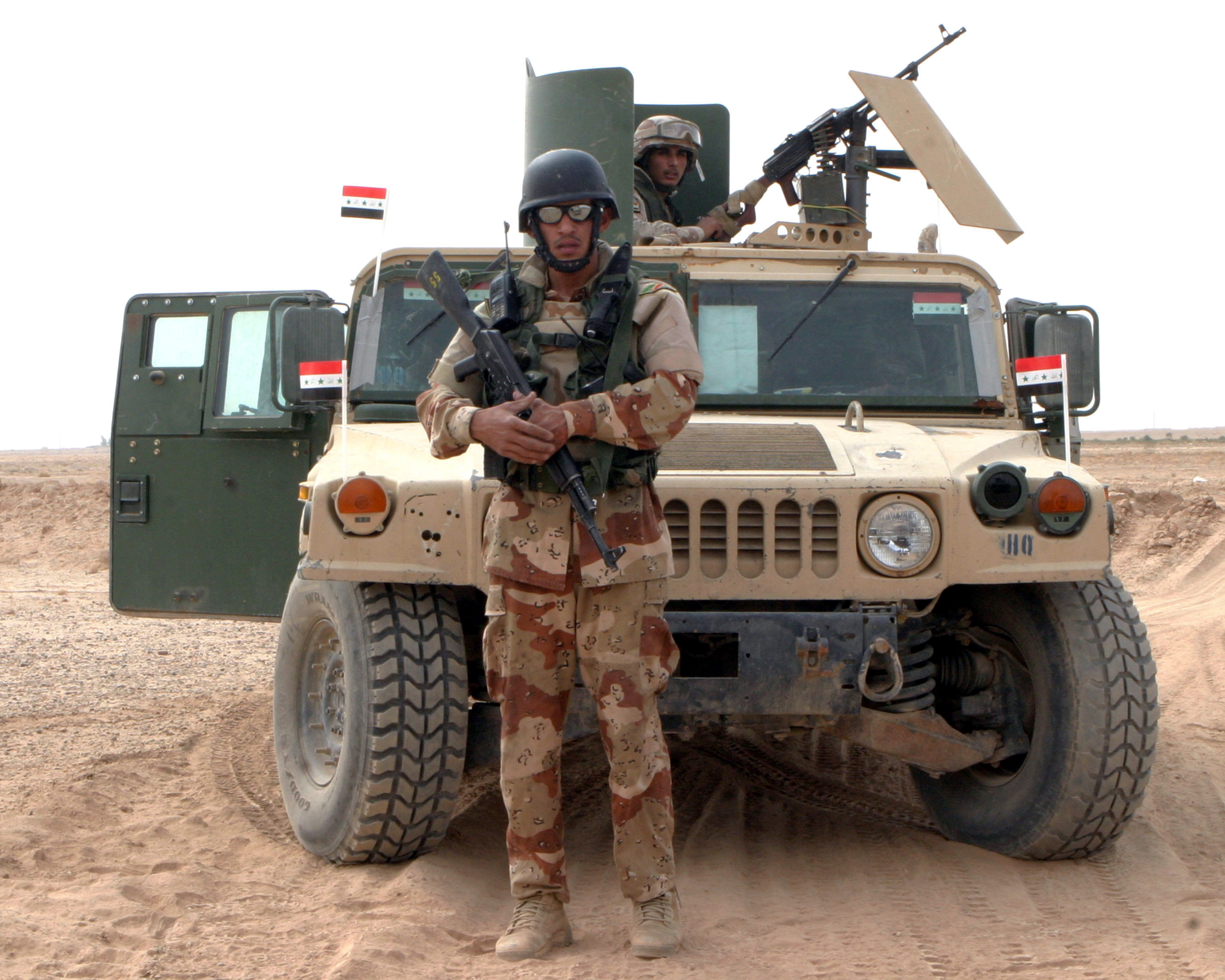
Les forces de seguretat iraquianes són entrenades per l'OTAN. Segons el ministre d'Interior de l'Iraq, Jawad Bolani, han demostrat la seva capacitat per contenir "l'amenaça del terrorisme al país".

La guerra va portar a la ràpida derrota dels militars iraquians, el derrocament del dictador Sadam Husein, la seva captura en desembre de 2003 i la seva execució en desembre de 2006. La coalició dirigida pels Estats Units en el nou Iraq va tractar d'establir un nou govern democràtic. Havent de fer front poc després de la fi de la guerra a violència organitzada contra les forces de la coalició i entre els diversos grups ètnics iraquians, que va donar lloc a una guerra asimètrica, amb l'aparició sobre el terreny de milers de gihadistes estrangers principalment magrebins, que han fomentat els enfrontaments civils entre sunnites i xiïtes, en un esforç per desestabilitzar el país. La majoria dels gihadistes són instruïts i armats per Al-Qaeda, marxen a l'Iraq amb la intenció de derrotar les forces de la coalició, alguns són reclutats en països occidentals com França, Regne Unit o Espanya. Els seus objectius són matar el major nombre de soldats de la coalició i provocar grans conflictes civils que derroquin el fràgil govern iraquià, enfrontant a sunnites i xiïtes. Amb la finalitat de recrear un escenari viable per instaurar un califat islamista. Abu Musab al Zarqaui antic dirigent d'Al-Qaeda a l'Iraq, va anunciar en una entrevista la declaració de “guerra total” als xiïtes a l'Iraq. També va expressar els seus plans per carta a Aymán al-Zawahirí el juliol de 2005, descrivint el seu pla de crear un estat islàmic, enfrontar-se després als països veïns i finalment destruir Israel.
L'opinió pública espanyola contrària a la guerra, entre altres causes, va motivar un canvi polític a Espanya que després de les eleccions del 14 de març va pujar al govern al partit socialista. Establert el nou govern a Espanya, la primera mesura adoptada va ser ordenar la retirada de les tropes de l'Iraq. Seguidament, com a dependents de la missió espanyola, Hondures, Nicaragua i la República Dominicana van adoptar la mateixa mesura. Posteriorment la República de les Filipines també va retirar les tropes de l'Iraq, sota el xantatge terrorista que amenaçava de llevar la vida a un camioner filipí segrestat a l'Iraq. Durant el 2006 la violència a l'Iraq sofrir un notable increment, arribant a xifres rècords quant al nombre de soldats morts, així com la proliferació de múltiples atemptats entre les diferents confessions, arribant al punt que molts van pronosticar l'inici de la guerra civil. Com a contramesura per reduir la violència l'administració nord-americana, va ordenar l'enviament de més de 20 000 soldats addicionals a l'Iraq, juntament amb altres mesures de tipus econòmic. Durant l'any següent la violència va disminuir notablement a l'Iraq. Com a resultat, algunes nacions membres de la Coalició van començar a retirar les seves forces com a conseqüència d'una opinió pública a favor de la retirada de les tropes i l'augment de les forces iraquians que van començar a assumir la responsabilitat de la seguretat.
En 2012 el conflicte encara seguia latent. Durant aquest temps no s'han trobat proves de l'existència d'armes de destrucció massiva. L'economia nord-americana lluny de beneficiar-se del control del petroli, ha hagut de fer front a les enormes despeses bèl·liques, agreujant la crisi econòmica que els país va patir. Durant el desenvolupament de l'Operació Llibertat Iraquiana van morir més de 4.000 soldats estatunidencs. Per la seva banda els iraquians amb l'ajuda occidental van prendre el control polític del seu país, celebrat eleccions lliures, redactant una constitució democràtica, i van aprovar la constitució en un referèndum nacional, el seu govern democràtic no obstant era massa feble i incapaç per mantenir-se en el poder, les tropes de la coalició van seguir presents en el país fins a 2011.

### Guerra a Somàlia

Extensió al llarg de 2006 del territori sota control de les Corts Islàmiques.

Després dels acords per formar un parlament somali impulsats per la comunitat internacional, el Govern provisional Somali que al principi es va establir a Kenya, va començar el seu trasllat a Somàlia en els primers mesos de 2005 amb el suport de forces etíops. Malgrat aquests esforços no es va poder establir ni la normalitat ni la seguretat i es van iniciar greus enfrontaments armats. Aquesta situació va ser aprofitada per les corts islàmiques proveïdes i recolzades per Eritrea, país de majoria musulmana que manté una disputa fronterera amb Etiòpia i fonamentat en el ressentiment generat cap a les tropes etíops de majoria cristiana. Les milícies gihadistes es van apoderar el juny del 2005 de Mogadiscio i d'altres grans ciutats del sud de Somàlia, on van imposar un règim integrista basat en la sharia (llei islàmica). En resposta Etiòpia va realitzar una ofensiva general contra les forces de les Corts Islàmiques, aconseguint expulsar-les de la major part dels territoris en el seu poder. El 21 de desembre de 2006 el líder islàmic de la Unió de Corts Islàmiques Sheik Hassan Dahir Aweys va declarar el gihad o guerra santa contra Etiòpia, motivant l'arribada de “muyahidines” d'altres països musulmans. El gener del 2007 la Força Aèria nord-americana va atacar posicions dels milicians islàmics-somalis. Per la seva banda el Govern de transició somali va aprovar l'ofensiva etíop i nord-americanes i la va qualificar de solució correcta. La presència d'Al-Qaeda va quedar patent amb l'aparició sobre el terreny de Fazul Abdullah, qui és responsable de la mort de 224 persones en els atemptats contra les ambaixades nord-americanes a Kenya i Tanzània en 1998. Erròniament algunes fonts li van donar per mort en un atac.

### Segona Guerra Txetxena
La República de Txetxènia, amb població majoritàriament musulmana, sofreix un sagnant conflicte armat entre independentistes txetxens i la Federació Russa. Entre els rebels txetxens s'han destacat diversos moviments islamistes que àdhuc són minoritaris, però que presenten una tendència creixent segons alguns analistes de manera molt preocupant. De fet hi ha una penetració de moviments islamistes internacionals que han portat a un important nombre de "estudiants" de moviments ultres rigoristes, que es dediquen al proselitisme actiu, a reclutar militants per als grups terroristes. No obstant això els sondejos d'opinió demostren que una
majoria de txetxens considera la guerra al seu país com un «esforç d'independència» i no com un gihad o guerra santa.

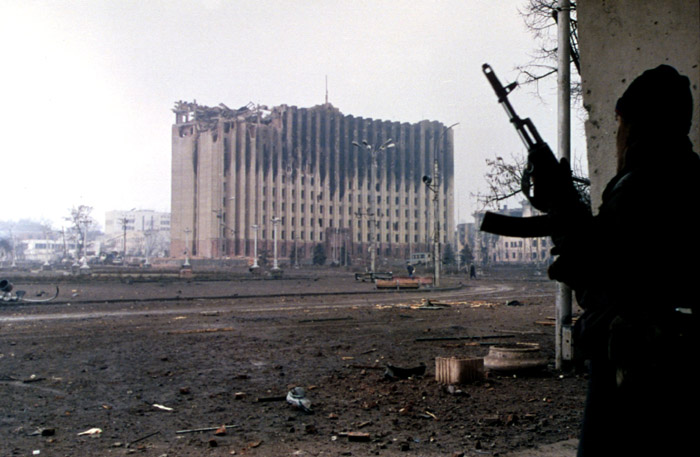
Un guerriller txetxè prop del Palau Presidencial en Grozny, gener de 1995. Foto de Mijaíl Yevstáfiev.

En el transcurs del conflicte armat, nombrosos Muyahidín estrangers han exercit un paper important en ambdues guerres txetxenes. Després del col·lapse de la Unió Soviètica i la posterior declaració d'independència txetxena, es van iniciar els combats armats a la regió a la qual es van sumar del bàndol dels rebels txetxens nombrosos combatents estrangers. Molts d'ells eren veterans de la guerra de l'Afganistan que havien lluitat contra la Unió Soviètica. Els seus coneixements i experiència van ser transmesos i aprofitats pels separatistes txetxens. Durant la Primera Guerra Txetxena les seves intervencions van ser notòries, per les seves efectives tàctiques de guerrilla, causant greus baixes en el mal preparat exèrcit rus. Els muyahidines també van fer importants contribucions financeres als separatistes.
Després de la retirada de les forces russes de Txetxènia, la majoria dels Muyahidín van decidir romandre al país. En els anys següents enforteixen la seva presència i inicien freqüents escaramusses frontereres amb les tropes russes, que van desembocar en el fracassat atac txetxè a Daguestan el juliol de 1999 dirigit per Shamil Basáyev, que el seu objectiu era crear una república islàmica caucàsica. Aquest succés va provocar l'inici de la segona invasió de les forces russes a Txetxènia el desembre de 1999. Des de llavors el gihadisme txetxè ha perpetrat diversos atemptats alguns extremadament sagnants com la destrucció de diversos edificis d'habitatges amb desenes de víctimes en cada atemptat, sense oblidar la presa d'ostatges del Teatre Dubrovka de Moscou, el 23 d'octubre
de 2002.

### Guerra Civil Algeriana

Expansió del Grup Salafista per a la Predicació i el Combat i la zona d'actuació nord-americana de la Iniciativa Pa Sahel i de la Iniciativa Transahariana de Lluita contra el Terrorisme (TSCTI).

La història recent algeriana ha estat marcada per una sagnant guerra civil, entre el govern algerià i diversos grups rebels salafistes que va començar en 1991. El nombre de morts s'estima entre 150 000 i 200 000. El conflicte va acabar amb la victòria del govern després de la rendició de l'Exèrcit Islàmic de Salvació i la derrota de 2002 del Grup Islàmic Armat. No obstant això, en l'actualitat un grup escindit del GIA, el Grup Salafista per a la Predicació i el Combat segueix perpetrant atemptats havent-se integrat en el si d'Al-Qaida canviant el seu nom per Al-Qaeda del Magrib Islàmic.
Com a país productor d'hidrocarburs, Algèria és objectiu preferent de l'estratègia d'Al-Qaida destinada a danyar el teixit productiu dels exportadors de cru i de gas. És destacable que Algèria ha sofert atacs en anys passats dirigits contra les seves xarxes d'oleoductes i gasoductes, encara que cap va destacar per tenir un gran impacte negatiu en l'activitat productiva i exportadora algeriana, però és ara que comença a albirar-se una estratègia terrorista centrada en danyar a les companyies nacionals i estrangeres treballant en aquest sector a Algèria i altres països productors des que, en 2005, Al-Qaida “central” dictés ordres als seus seguidors perquè copegin amb tota la seva força dits sectors en el seu intent de destruir als Estats apòstates i als seus valedors infidels.

### El gihadisme a l'Índia

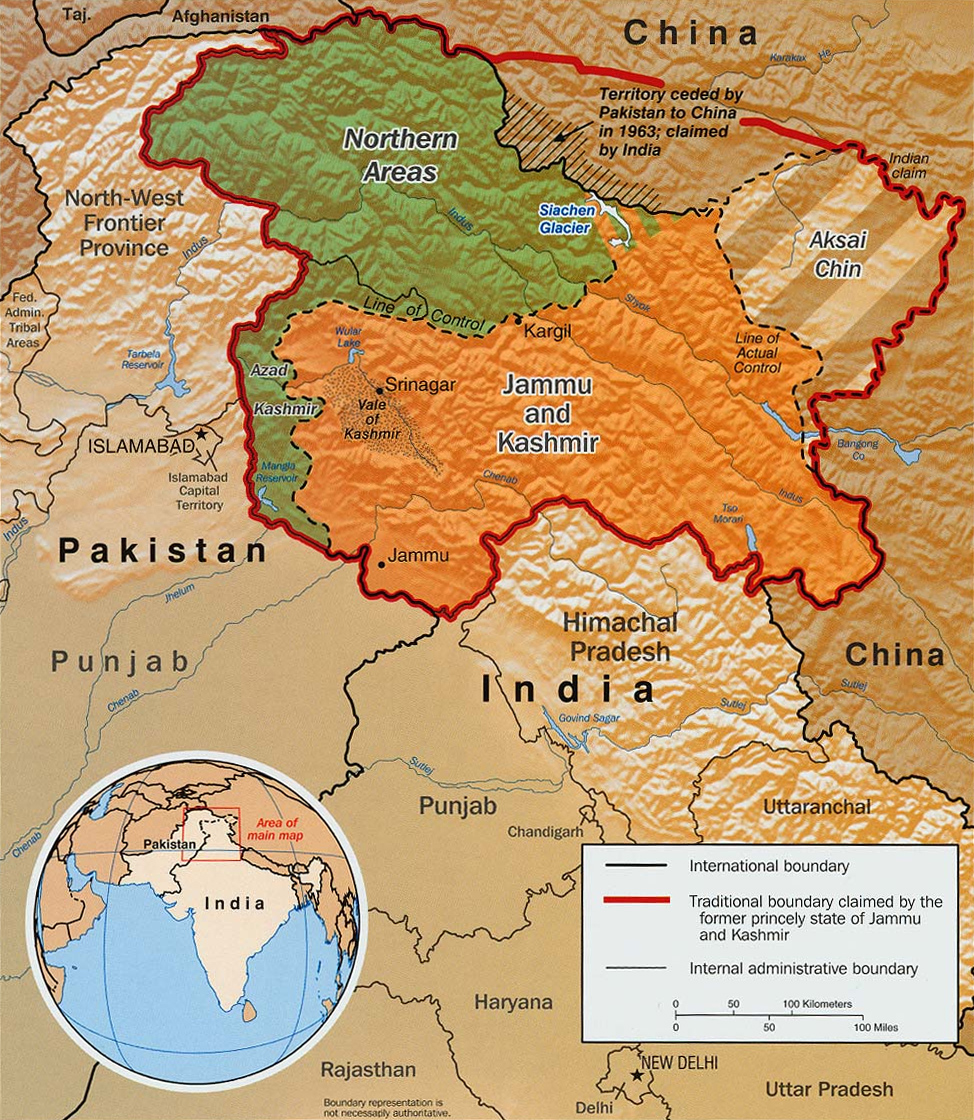
Jammu i Caixmir zones reivindicades pels gihadistes com a territoris ocupats. En verd, el territori ocupat per Pakistan; en taronja, l'ocupat per l'Índia

L'Índia s'ha vist immersa des de la seva independència en un conflicte religiós des que Pakistan es va independitzar per acollir a la població musulmana del subcontinent indi. L'activisme terrorista protagonitzat per gihadistes s'ha estès, agreujant les complicades relacions de veïnatge amb Pakistan motivades pel conflicte de Caixmir.
Els habituals enfrontaments entre hindús i musulmans són utilitzats per gihadistes per tractar d'aguditzar tensions. Són destacables els xocs, produïts en 1992 arran de la destrucció de la Mesquita Ayodhya, en Babri Masjid, motivada per la reconstrucció d'un temple hindú sobre el qual s'havia construït el temple musulmà, produint-se milers de morts, els enfrontaments ocorreguts el febrer de 2002 en Gujarat van provocar més de dos milers de morts. Des de llavors no han deixat de produir-se tensions i disturbis. Des de l'inici de la tercera etapa del gihadisme posterior als atemptats de l'11 de setembre, els atemptats gihadistes han esdevingut una constant. La població musulmana de l'Índia ha crescut proporcionalment fins a arribar a un 13% del total, uns 140 milions sent majoria en algunes regions com Jammu i Caixmir que són reivindicades pels gihadistes com a territoris ocupats.
Els atemptats de Bombai de 2008 van ser 12 atacs amb tirotejos i bombardejos coordinats que van durar quatre dies en diferents punts de Bombai, la ciutat més gran de l'Índia, perpetrats per membres de l'organització Laixkar-e-Toiba. Ajmal Kasab, l'únic atacant que va ser capturat amb vida, més tard va confessar que els atacs es van dur a terme amb el suport de l'ISI de Pakistan. Els atacs, que van provocar una condemna mundial generalitzada, van començar el dimecres 26 de novembre i van durar fins al dissabte 29 de novembre, matant a 164 persones i ferint-ne almenys a 308.

### Insurrecció islàmica a les Filipines

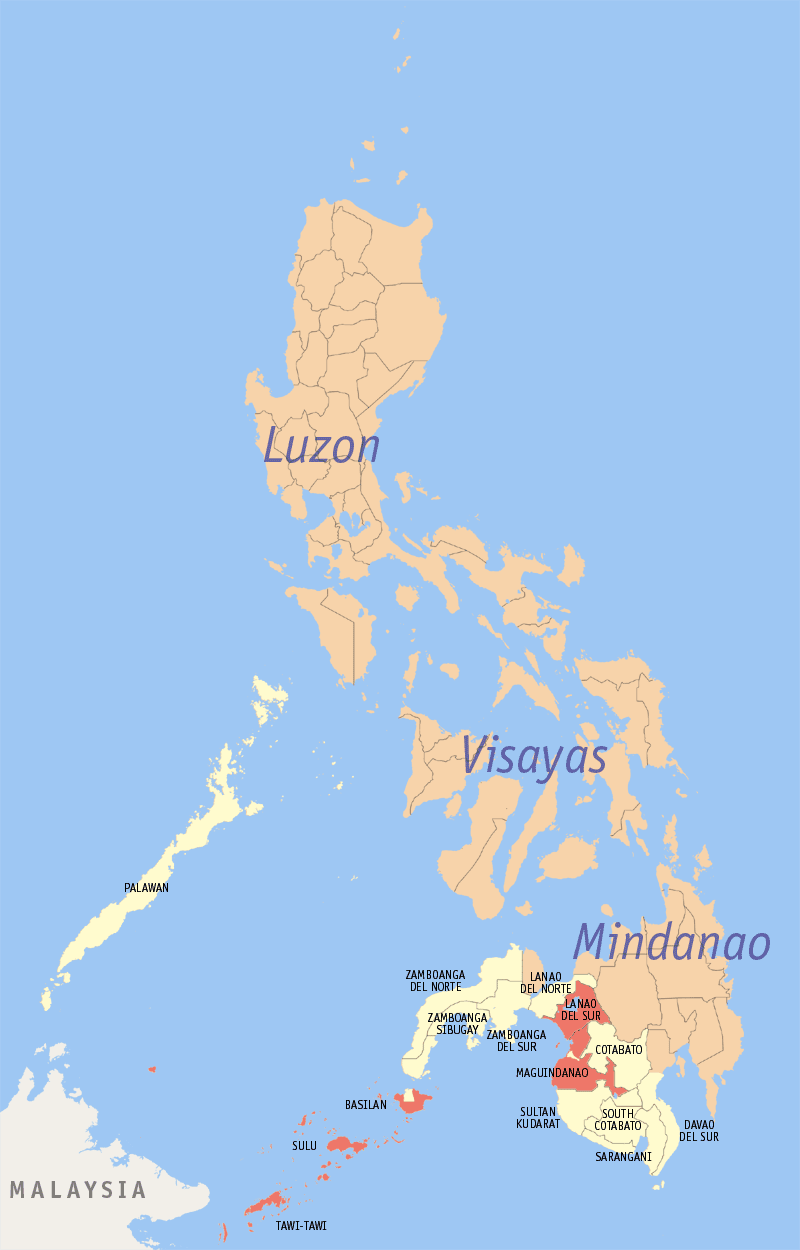
Zones d'actuació i presència dels gihadistes en filipines: Regió Autònoma pel Mindanao Musulmà.

La República de les Filipines és l'escenari d'actuació del grup terrorista gihadista filipí afiliat a Al-Qaida, Abu Sayyaf, i del Front Moro d'Alliberament Islàmic, tots dos reclamen la independència de l'illa meridional de Mindanao amb una important minoria musulmana. Les activitats gihadistes són el principal conflicte d'aquest país asiàtic, en lluita amb els grups islamistes que compten amb uns 13 000 homes armats.
Durant la dècada dels 70 va tenir lloc una guerra civil que es va cobrar més de 50 000 víctimes. La guerra va acabar després de la concessió de l'estatut d'autonomia a Mindanao en 1996, on es va signar un acord de pau entre el Govern filipí i el front Moro d'Alliberament Nacional, que immediatament després va sofrir una escissió que va passar a denominar-se Front Moro d'Alliberament Islàmic. Després de l'11-S els EE. UU. han contribuït a reforçar l'ofensiva antiterrorista a les Filipines, amb mitjans i la presència militar de 1750 efectius. El conflicte es desenvolupa principalment a l'illa de Basilan, al sud-oest de Mindanao contra un activisme que ha vingut sembrant de morts diverses localitats de l'arxipèlag.

### Conflicte en Xinjiang
En la República Popular Xina la Regió Autònoma Uigur de Xinjiang, que compta amb una important població musulmana sofreix un conflicte violent vinculat a les aspiracions independentistes dels uigures. La regió va ser temporalment independent des de 1933 a 1945. A partir de 1949, any en el qual triomfava la Revolució Xinesa liderada per Mao Zedong, Xinjiang passaria a estar incorporada al territori de la República Popular i baix govern comunista quedant restringida la pràctica de l'islam. A mitjans dels anys noranta amb la transformació internacional del gihadisme cap a objectius globals, es va experimentar una intensificació de l'activisme terrorista per part de uigures radicalitzats que volien tornar als temps del Turkestán Oriental independent. Iniciant-se la perpetració d'atemptats a la regió i en altres llocs de la Xina, incloent-hi un atac bomba que va esclatar a Pequín en 1997 provocant 2 morts. El conflicte va començar a conèixer-se internacionalment després de fer-se un buit en els mitjans de comunicació occidentals després de l'11 de setembre. Si bé el conflicte es va donar fermament a conèixer amb la cadena d'atemptats que els gihadistes uigurs van cometre durant els jocs olímpics aprofitant, com era de preveure, l'alt impacte mediàtic. Els atemptats són els següents: 3 policies assassinats el 12 d'agost; un policia assassinat, dos ferits i 10 assaltants gihadistes morts el 10 d'agost en el marc d'un atemptat suïcida perpetrat amb una moto contra una instal·lació policial a la ciutat de Kuqa i al qual van seguir diverses escaramusses; i 16 policies morts el dia 4 del mateix mes en un lloc duaner de Kashgar, dins de la província musulmana de Xinjiang, testifiquen aquest increment en la visibilitat del terrorisme gihadista a la Xina.

### Gihadisme a Europa

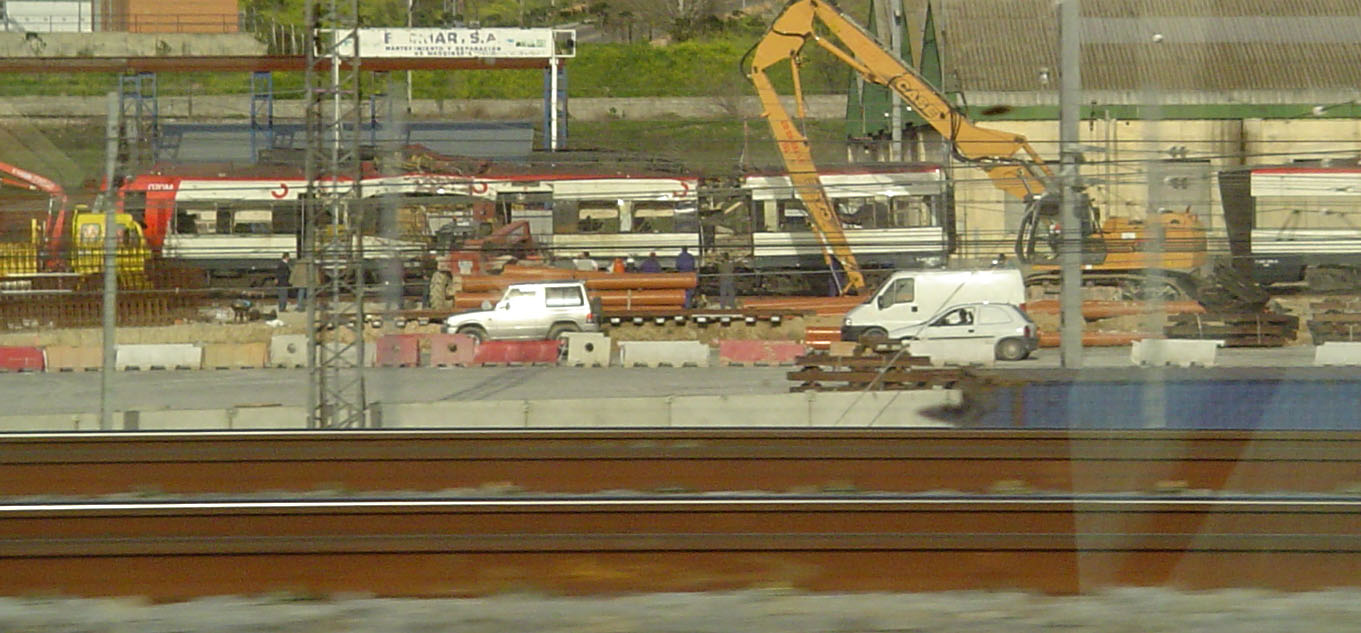
Un dels trens de rodalies afectats per les bombes després dels atemptats de l'11 de març de 2004 a Madrid, on van resultar mortes 191 persones

Espanya és objectiu del gihad global promogut per Al-Qaida. Als ulls dels gihadistes, Espanya forma part de la "conspiració mundial dels croats i jueus" per acabar amb l'islam. Segons la declaració de guerra signada per Bin Laden en 1998, la missió de matar als nord-americans i als seus aliats –civils i militars- és un deure individual de tot musulmà que pot realitzar a qualsevol país en el qual sigui possible. Per això, pels que segueixen el gihad global promogut per Al-Qaeda l'assassinat d'espanyols pot formar part de missions futures. Els atemptats de l'11 de març de 2004 a Madrid es van saldar amb 191 persones mortes i més de 2000 ferides, sent l'atemptat terrorista més sagnant ocorregut a Espanya i a Europa. El 20 d'octubre de 2004 Bin Laden diu en un altre enregistrament: "Ens reservem el dret a respondre al moment i el lloc oportuns a tots els països que participen en la guerra de l'Iraq, en particular Regne Unit, Espanya, Austràlia, Polònia, Japó i Itàlia. A més Al-Qaeda ha assenyalat a Ceuta i Melilla com a objectius terroristes de forma explícita comparant la seva situació amb la de Txetxènia. El missatge va ser difós en la televisió Al Jazeera.
Avui dia hi ha nombrosos col·legis de l'Umma que incorporen en els mapes del Dar al-Islam l'Àndalus medieval. Un dels objectius del terrorisme gihadista és recuperar tots els territoris que van ser islàmics. I hi ha hagut esments especials a Espanya per part d'Osama bin Laden i Al-Qaeda a la recuperació de l'Àndalus.
| «             | Va desitjar als militants d'Al-Qaida del nord de l'Àfrica «que Al·là us concedeixi el favor de trepitjar aviat amb els vostres peus purs sobre l'usurpat Al-Àndalus» | » |
| — Al-Zawahiri | |   |

### Gihadisme als Balcans
A causa de l'antiga dominació otomana, els Balcans són una regió que compta amb una notable presència de poblacions islàmiques. Durant els últims anys amb la inestabilitat, els conflictes sorgits a la zona i la intensificació del gihadisme com a fenomen global, les poblacions musulmanes dels Balcans s'han convertit en blanc de proselitisme per part d'organitzacions radicals provinents de països d'Orient Mitjà. El principal problema de seguretat radica en la feblesa dels estats, incapaços d'evitar la penetració de grups d'ideologia i pràctiques gihadistes, la qual cosa xoca amb l'oposició de la majoria de la població musulmana que processa nivells de religiositat relativament baixos.

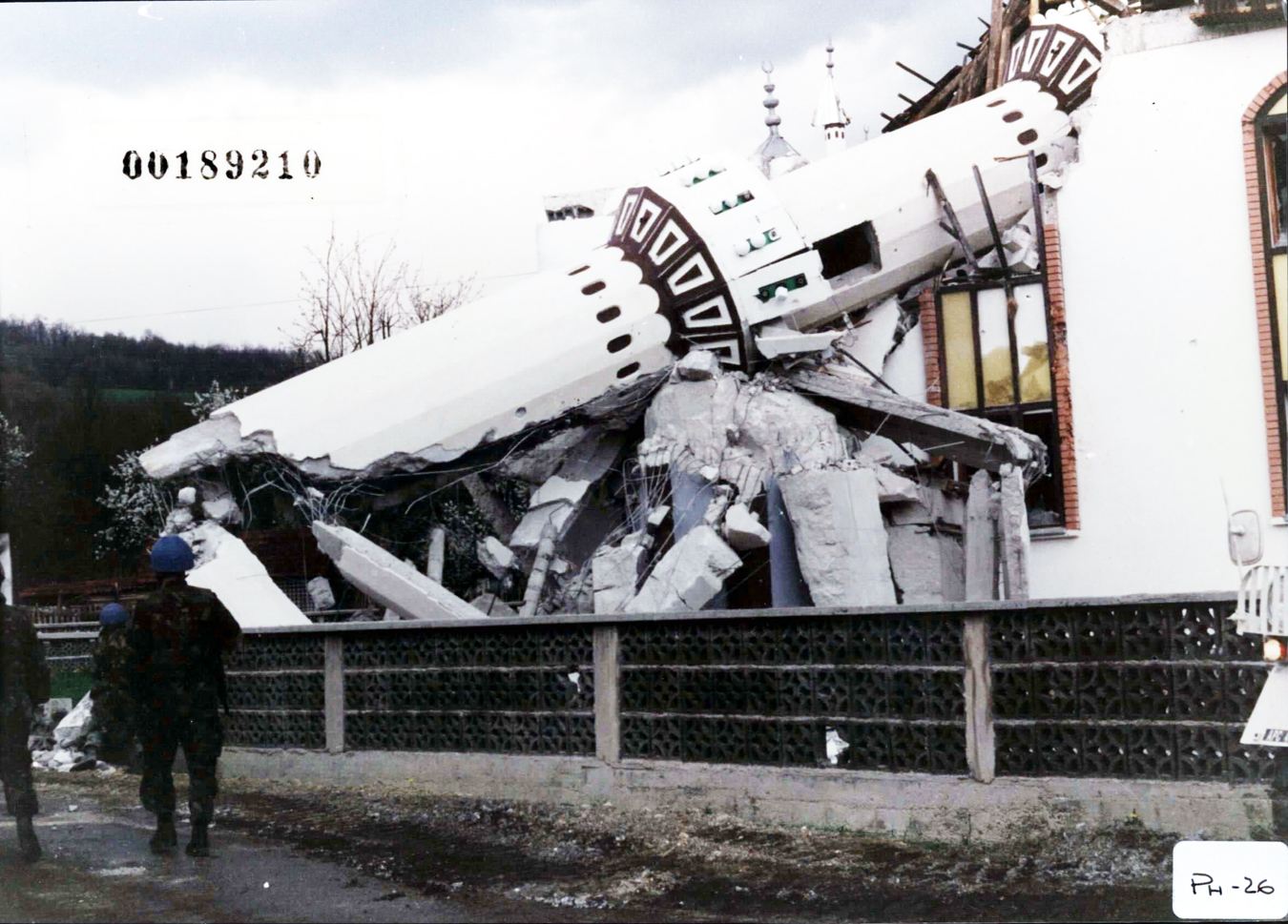
Minaret d'una mesquita dinamitat per les forces del Consell Croat de Defensa durant la Massacre d'Ahmići (1993) en la Guerra de Bòsnia

La desintegració de Iugoslàvia i la guerra de Bòsnia entre 1992 i 1995 van permetre l'entrada d'elements estrangers que aprofitant la falta de control van intentar crear xarxes i grups gihadistes. Un d'aquests grups va ser la Brigada “Al Mujahid”, que va operar a la regió central de Bòsnia Hercegovina durant la guerra i estava formada principalment per estrangers, amb una forta presència de veterans de la guerra de l'Afganistan.
Després de la signatura dels Acords de Dayton, va haver-hi un considerable increment de les organitzacions islàmiques a Bòsnia. Algunes estan baix sospita de realitzar activitats terroristes. També es van iniciar entre els joves programes de beques per cursar estudis a Aràbia Saudita, subvencionats pel mateix país, que han permès la inserció de postulats wahhabites i que a la seva tornada han intentat reformar les doctrines religioses acostant-les a posicions wahhabites, aquest fet ha produt tensions.
Després dels atemptats de l'11 de setembre, s'ha desenvolupat a Bòsnia una important actuació per acabar amb aquests grups, que s'han adaptat a la nova situació, instal·lant-se a les zones albanófonas (Albània, Kosovo i oest de Macedònia del Nord). Actualment en la República de Bòsnia Hercegovina existeixen dos grups islàmics de tendència gihadista: Els Joves Musulmans i la Joventut Islàmica Activa.

### L'Estat Islàmic

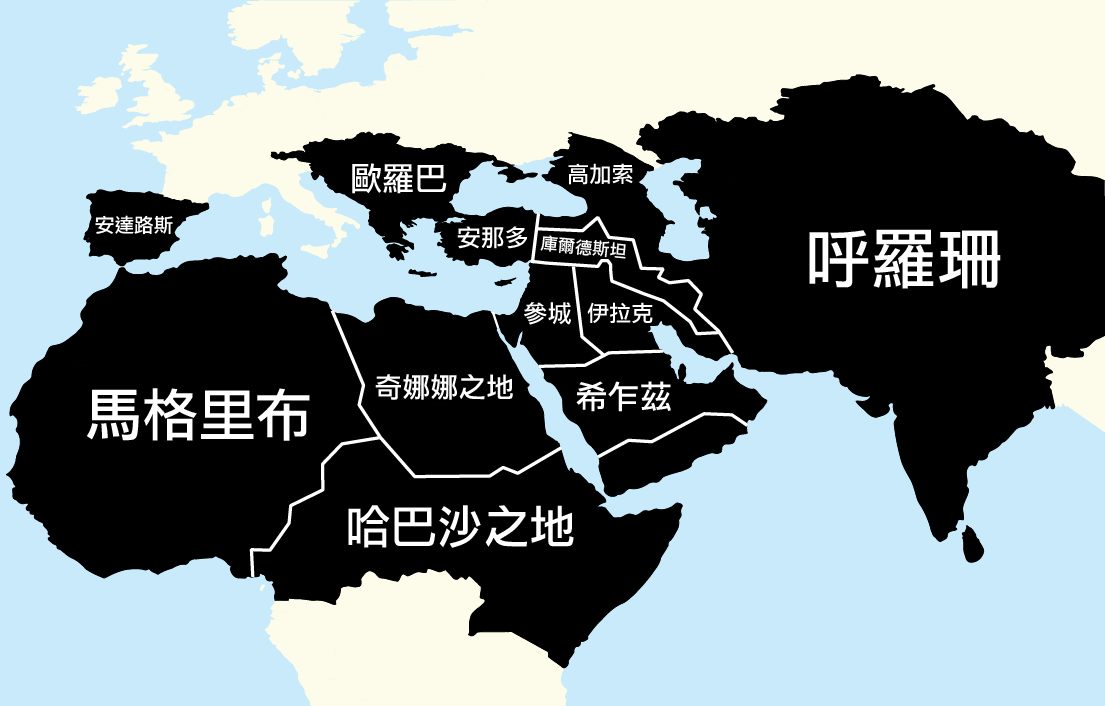
Estat Islàmic: Representació del califat que projecta crear (En Idioma xinès).

Estat Islàmic és un grup terrorista escindit d'Al-Qaida. El terrorista Abu Bakr al-Baghdadi, dirigent de l'organització, i autoanomenat Califa, és el líder del grup.
A Síria i l'Iraq, l'Estat Islàmic va prendre un centenar de territoris i van declarar un califat, havent atret a centenars d'estrangers a sumar-se a les seves files. Després de prendre la ciutat siriana de Raqqa i declarar-la capital, el 10 de juny de 2014 van conquerir la ciutat de Mossul, i el 29 de juny d'aquest mateix any, el capitost Abu Bakr al-Baghdadi es va autoproclamar com a "Califa Ibrahim". Com a tal, s'adjudica l'autoritat religiosa per sobre tots els musulmans a tot el món i aspira a controlar políticament a la majoria de les regions d'Orient Mitjà habitades per musulmans. Va passar de ser una senzilla branca terrorista d'Al-Qaida a territorialitzar-se. Immediatament, l'Estat Islàmic va declarar la seva intenció de conquistar tots els territoris del món en el qual l'islam va ser la religió predominant en algun moment. El grup, que primer va atacar a l'Iraq i Síria, traspassa les fronteres d'aquests països, establint el seu control fins a Líbia.

La seva estructura de govern es basa en la seva interpretació de la Xaria, tenint un estricte control en els llocs que controla. La fortuna del grup ascendeix a 2.200 milions de dòlars cap a 2015-16, captada principalment mitjançant el cobrament dels impostos i les exportacions petrolieres. Si l'Estat Islàmic aconsegueix alguna vegada expandir-se cap als territoris que ha dit que vol conquerir, governaria des d'Àfrica equatorial fins a Txetxènia, i des d'Espanya fins a la Xina.

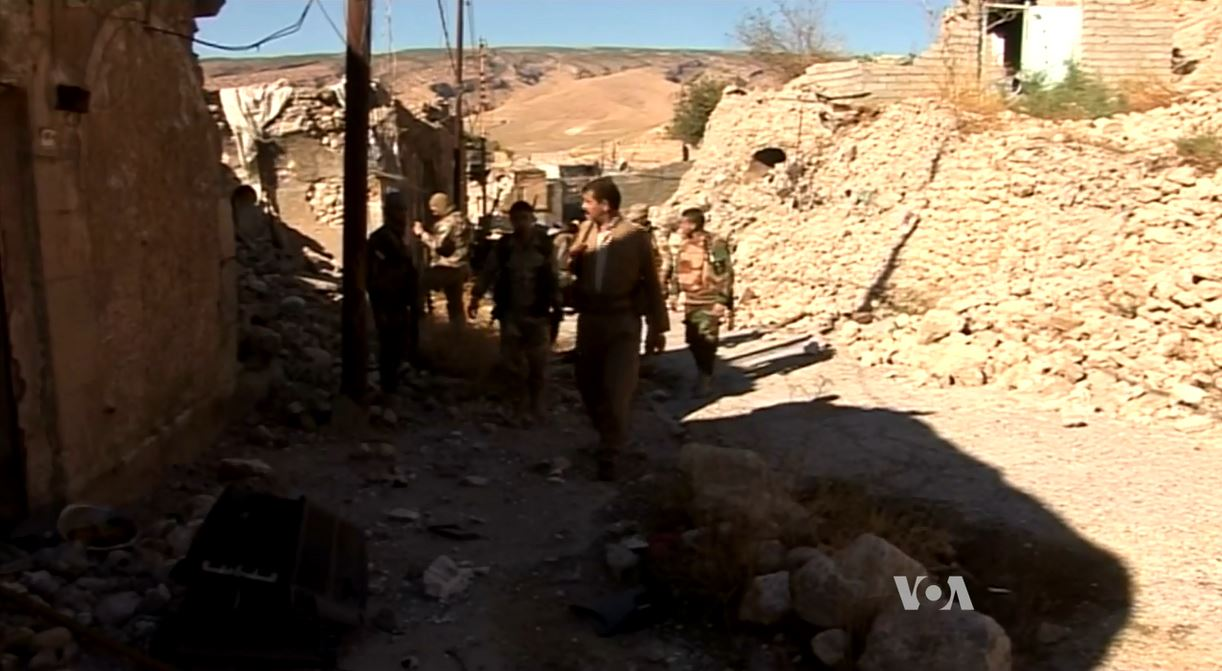
Una foto a Irak de la contraofensiva contra el califat a Sinjar.
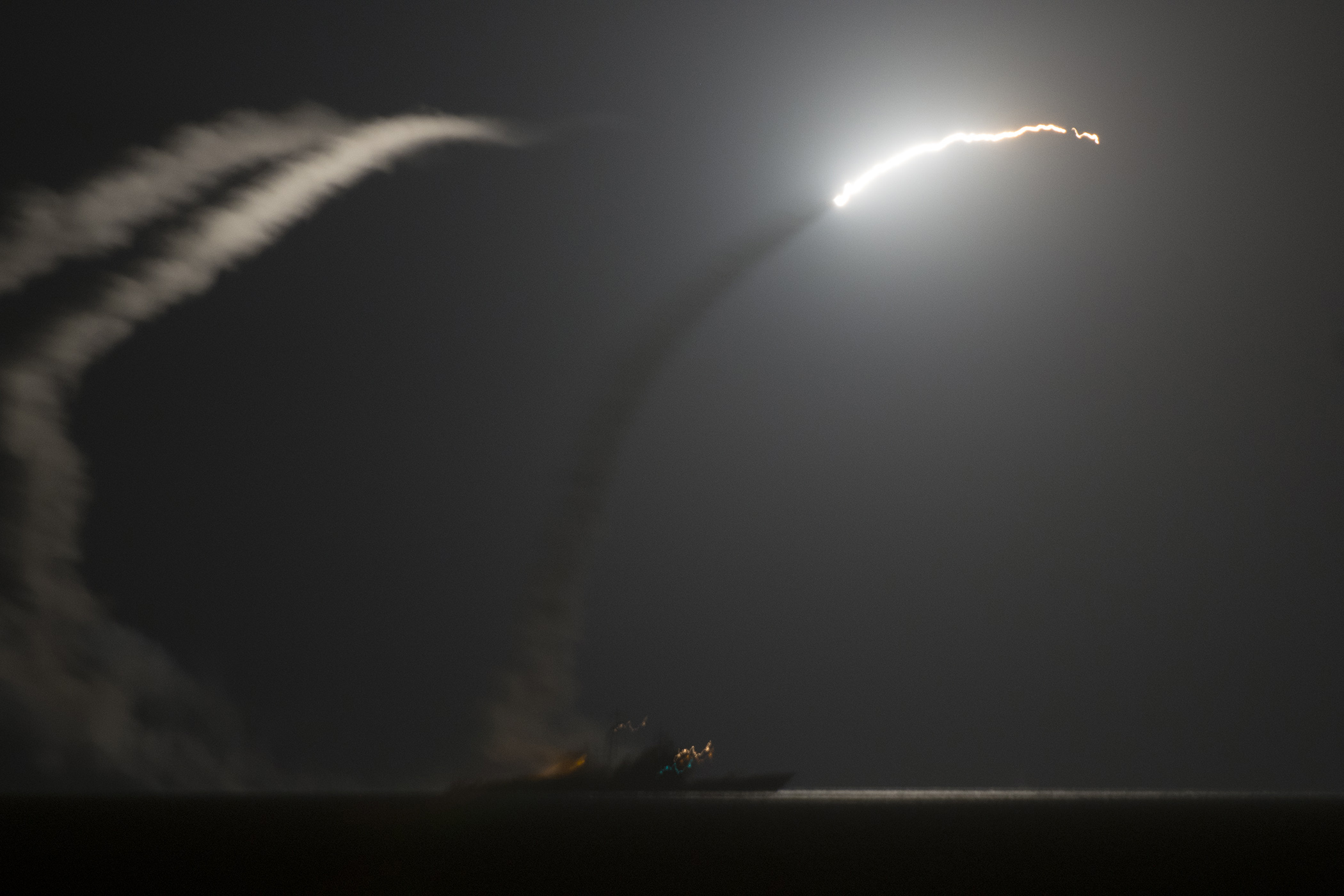

### Generals
- Arquella, J. i Ronfeldt D. (2002), “L'aparició de la guerra en xarxa”, Arquella J. i Ronfeldt D., Xarxes i guerra en xarxa. El futur del terrorisme, el crim organitzat i l'activisme polític, (Madrid: Aliança Editorial, 2002), pàg. 31-54.
- Castells, M. (2004). The power of identity. Malden: Blackwell.
- Choueiri, I. M. (1997) Islamic Fundamentalism, Londres i Washington: Pinter.
- De Arístegui, Gustavo (2005). La Yihad a Espanya, L'obsessió per reconquistar Al-Ándalus. L'esfera dels llibres. De Arístegui, Gustavo. La Yihad en España, La obsesión por reconquistar Al-Ándalus.  La esfera de los libros, 2005. ISBN 84-9734-425-1.
- Del Camp S., i Camacho J.M. (2003) L'opinió pública espanyola i la política exterior, Madrid: INCIPE.
- Della Porta, D. (1992). «Political Socialization in Left-Wing Underground Organizations: Biographies of Italian and German Militants.» Della Porta, D. (coord.), Social Movements and Violence: Participation in Underground Organizations. Greenwich: JAI Press.
- Deu Nicolás, J. (1999) Actituds cap als immigrants, Madrid: Institut de Migracions i Serveis Socials.
- Díez Nicolás, J i Ramírez Lafita, M.J (2001). La veu dels immigrants, Madrid: Institut de Migracions i Serveis Socials.
- Guendouz, O. (2002). Els soldats perdues de l'Islam: els reseaux français de Ben Laden. París: Éditions Ramsay.
- Institut Español d'Estudis Estratègics (2007). La seguretat de la Unió Europea: Nous factors de crisis. Instituto Español de Estudios Estratégicos. La seguridad de la Unión Europea: Nuevos factores de crisis.  Ministerio de Defensa de España, Secretaría General Técnica, 2007. ISBN 978-84-9781-332-7., Secretaria General Tècnica.
- Institut Español d'Estudis Estratègics (2007). Panorama estratègic 2006/2007. Ministeri de Defensa d'Espanya, Secretaria General Tècnica. Instituto Español de Estudios Estratégicos. Panorama estratégico 2006/2007.  Ministerio de Defensa de España, Secretaría General Técnica, 2007. ISBN 978-84-9781-312-9.
- Jordán, Javier, Pilar Pou i Miguel G. Guindo (coord.) (2010) Terrorisme sense fronteres. Arxivat 2010-09-22 a Wayback Machine. Pamplona: Aranzadi.
- Torres, Manuel R. (2009) El ressò del terror. Ideologia i propaganda en el terrorisme yihadista. Madrid: Plaza & Valdés.
- Weiner, Tim (2007). Llegat de cendres: La història de la CIA. DEBAT. Weiner, Tim. Legado de cenizas: La historia de la CIA.  DEBATE, 2007. ISBN 978-84-8306-802-1.